# Kepler-37 c
 (février 2013).
Si vous disposez d'ouvrages ou d'articles de référence ou si vous connaissez des sites web de qualité traitant du thème abordé ici, merci de compléter l'article en donnant les références utiles à sa vérifiabilité et en les liant à la section « Notes et références ».
Kepler-37 c est une exoplanète en orbite autour de l'étoile Kepler-37 dans la constellation de la Lyre. Sa taille est comprise entre celle de Mars et de la Terre.

## Découverte
Kepler-37 c, de même que deux autres planètes, Kepler-37 b et Kepler-37 d, a été découverte autour de l'étoile Kepler-37 par le télescope spatial Kepler, qui observe les transits astronomiques.